# ماركوس كولين
ماركوس كولين (بالفنلندية: Marcus Collin)‏ هو رسام فنلندي، ولد في 18 نوفمبر 1882 في هلسنكي في فنلندا، وتوفي في 22 سبتمبر 1966 في كاونياينن في فنلندا.